# Thọ Xương (huyện)
Thọ Xương (ghi theo các văn bản Hán Nôm là 壽昌縣 - Thọ Xương huyện) là một huyện của thành Thăng Long xưa, ứng với các quận Hoàn Kiếm, Hai Bà Trưng và một phần các quận Ba Đình, Đống Đa của Hà Nội ngày nay.

## Lịch sử
Thời Lê, Thọ Xương có tên là huyện Vĩnh Xương (永昌縣), cùng với huyện Quảng Đức hợp thành phủ Phụng Thiên, gồm 18 phường ở phía nam kinh thành Thăng Long đời Lê. Thời Mạc đổi là Thọ Xương. Thời Nguyễn, hai huyện Thọ Xương và Vĩnh Thuận (Quảng Đức cũ) thuộc phủ Hoài Đức, tương ứng nội thành Hà Nội ngày nay. Đầu thế kỉ 19, Thọ Xương có 194 phường thôn thuộc 8 tổng. Năm 1831, có 115 phường, thôn. Thời Lê - Trịnh, đứng đầu Thọ Xương là một huyện uý. Đời Gia Long, quan phủ Hoài Đức kiêm lý. Từ 1831, đặt tri huyện. Tới 1851, tri huyện Thọ Xương kiêm nhiệm cả huyện Vĩnh Thuận.
Sau khi Tổng thống Pháp ra sắc lệnh thành lập thành phố Hà Nội, ngày 1 tháng 10 năm 1888, vua Đồng Khánh ra đạo dụ nhượng hẳn cho Pháp thành Hà Nội, huyện Thọ Xương bị bãi bỏ.
Hiện nay chỉ còn một con ngõ nhỏ tên Ngõ Thọ Xương thuộc phường Hàng Trống, quận Hoàn Kiếm và một chùa có thờ tri huyện Thọ Xương trên phố Lý Quốc Sư.

## Hành chính
Vào năm 1831, khi Minh Mạng cho lập tỉnh Hà Nội, Thọ Xương có tổng cộng 8 tổng, 116 xã, thôn, phường, trại:
1. Tổng Thuận Mỹ, tên cũ là tổng Tiền Túc, gồm 22 thôn, phường: thôn Thuận Mỹ, thôn Hữu Đông Môn, thôn Tiên Thị, thôn Nhân Nội (trước 1831 là Hàng Nồi[3]), thôn Khánh Thuỵ Tả, thôn Xuân Yên[4], thôn Yên Nội phường Cổ Vũ[5], phường Đại Lợi, thôn Tố Tịch, thôn Kim Cổ, thôn Yên Thái, thôn Phúc Tô, thôn Báo Khánh, thôn Chân Cầm, phường Đông Hà, thôn Đồng Lạc, thôn Tự Tháp, phường Báo Thiên, thôn Hội Vũ[6], thôn chợ Đông Thành, thôn Đông Thành xã Yên Nội, thôn Thượng phường Cổ Vũ, thôn Tân Khai (mới lập).
2. Tổng Đồng Xuân, tên cũ là tổng Hậu Túc, gồm 14 thôn, phường: phường Đồng Xuân, thôn Phương Trung, thôn Tiền Trung, thôn Nghĩa Lập, thôn Cổ Lương, thôn Huyền Thiên, thôn Hà Thanh, thôn Vĩnh Trù, thôn Phủ Từ, phường Vĩnh Hanh, thôn Hương Bài phường Đông Hà[7], thôn Yên Phú, thôn Đồng Thuận, thôn Đức Môn.
3. Tổng Đông Thọ, tên cũ là tổng Hữu Túc, gồm 13 thôn, phường: thôn Dũng Thọ, thôn Hương Mính, thôn Ngư Võng, thôn Đông Yên, thôn Nam Phố, phường Hà Khẩu, thôn Diên Hưng, thôn Nhiễm Thượng phường Đông Tác[8], thôn Trung Yên, phường Gia Ngư, thôn Ưu Nghĩa, thôn Cựu Lâu, thôn Thanh Hà.
4. Tổng Phúc Lâm, tên cũ là tổng Tả Túc, gồm 18 xã, thôn: thôn Phúc Lâm, thôn Trừng Thanh Thượng, thôn Sài Thúc Trừng Thanh Trung[9], thôn Kiếm Hồ Trừng Thanh Hạ, thôn Nguyên Khiết Thượng, thôn Nguyên Khiết Hạ, thôn Ngũ Hầu Trừng Thanh Trung, thôn Mỹ Lộc, thôn Hữu Thị Tây Luông, thôn Vọng Hà, thôn Hương Nghĩa, thôn Hữu Tân, thôn Nghĩa Dũng, thôn Trang Lâu, thôn Thanh An, thôn Trừng Thanh, xã Cơ Xá, thôn Bảo Linh.
5. Tổng Yên Hòa, tên cũ là tổng Hữu Nghiêm, gồm 11 thôn, phường: thôn Yên Hoà, phường Xã Đàn, thôn Trung Phụng, thôn Thổ Quan, thôn Hữu Biên Giám, thôn Thanh Miến, thôn Văn Hương, thôn Minh Giám, thôn Cổ Giám, thôn Văn Tân, thôn Lương Sử.
6. Tổng Vĩnh Xương, tên cũ là tổng Tiền Nghiêm, gồm 15 thôn, phường: thôn Vĩnh Xương, thôn Yên Trung Thượng, thôn Yên Trung Hạ, thôn Linh Quang, thôn Linh Động, thôn Bắc Thượng, Bắc Hạ phường Cổ Vũ, thôn Yên Tập, thôn Bích Lưu, thôn Đông Mỹ, thôn Mỹ Đức, thôn Liên Đường, thôn Nam Ngư[10], thôn Thuyền Quang, thôn Tiên Mỹ, thôn Phụ Khánh,
7. Tổng Kim Liên, tên cũ là tổng Tả Nghiêm, gồm 15 thôn, phường, trại: phường Kim Liên[11], phường Bạch Mai[12], trại Quỳnh Lôi, thôn Trung Tự phường Đông Tác, phường Phục Cổ, thôn Phúc Lâm Tiểu, thôn Hoà Mã (trước 1826 là Đổi Mã[13]), phường Phúc Lâm, thôn Vũ Thạch, thôn Hồi Mỹ, thôn Vân Hồ (nhập từ 2 thôn Hậu Phong Vân và Long Hồ[14]), thôn An Nhất, thôn Thịnh Yên, thôn Đông Tân, thôn Giáo Phường.
8. Tổng Thanh Nhàn (Hậu Nghiêm)[15], gồm 8 thôn: thôn Thanh Nhàn, thôn Lương Yên (hợp từ 2 thôn: Lương Xá và Yên Xá), thôn Lạc Trung (hợp từ 2 thôn: Yên Lạc và Trung Chí), thôn Lãng Yên (trước năm 1866 tên là Thanh Lãng), thôn Hàm Khánh (năm 1866 hợp từ 2 thôn Hàm Châu và Tràng Khánh, nay khoảng phố Hàm Long), thôn Vọng Đức (hợp từ 2 thôn: Hữu Vọng và Đức Bác), thôn Hương Viên[16], thôn Cảm Hội (hợp từ 2 thôn: Cảm Ứng và Yên Hội).

## Thơ ca
Gió đưa cành trúc la đà
Tiếng chuông Trấn Vũ, canh gà Thọ Xương
Mịt mù khói toả ngàn sương
Nhịp chày Yên Thái, mặt gương Tây Hồ.